# Лангадикия
Лангадикия или Лянгавич (на гръцки: Λαγκαδίκια) е село в Гърция, дем Лъгадина, област Централна Македония със 729 жители (2001).

## География
Селото е разположено в югоизточната част на Лъгадинското поле, югоизточно от Лъгадинското езеро (Корония).

## История

### В Османската империя
През XIX век Лангадикия e село, числящо се към Лъгадинската каза на Османската империя. Към 1900 година според статистиката на Васил Кънчов („Македония. Етнография и статистика“) в Лянгавичъ живеят 220 души турци.

### В Гърция
След Междусъюзническата война Лангадикия попада в Гърция. През 20-те години мюсюлманското му население се изселва и в селото са настанени гърци бежанци. Според преброяването от 1928 година Лангадикия е смесено местно-бежанско село със 122 бежански семейства и 455 души.